# Johan "Tomten" Johansson
Johan Tomten Johansson, född 14 augusti 1936 i Stockholm, död 15 december 2008 i Sofia församling i Stockholm, var supporter till Hammarby IF, och medverkade i flera TV-program. Tillsammans med Dogge Doggelito medverkade han vid Fotbollsgalan. Johansson är gravsatt i minneslunden på Katarina kyrkogård i Stockholm.